# 半井家
半井家（なからいけ）は、日本の医家の家系。和気氏の流れを汲む。室町時代後期に半井明親（初代半井驢庵）が出て半井の家名を称したと伝えられる。長らく朝臣だったが、成近の代に江戸幕府に仕えるようになり、幕府奥医師の長（典薬頭）を世襲する家の一つとなった。維新後士族。
また、その一族は各地で医家として続いた。門弟で半井の名字を認められた系統もある。
本項では、半井家と称する以前の医家和気家も含めて解説する。

## 沿革

### 医家・和気家
半井氏は和気氏の流れを汲む。和気清麻呂の曾孫・和気時雨（899年 - 965年）が、外祖父である典薬頭・宮利名の縁で医術を修め、天暦11年（959年）に典薬頭に任じられたことから、医家としての和気家が始まった。和気家は丹波氏とともに宮廷医師として重きをなし、平安時代末期（院政期）には官医の最高位である典薬頭と施薬院使を両家が独占するようになった。
室町時代後期、丹波重頼の子・明重（宗鑑・半醒軒。? - 1519年）が和気明茂の養子となって和気家を継ぎ、和気家・丹波家両派の医術を兼修して典薬頭を務めた。明重の引退後は実弟の利長（道三。? - 1507年）が跡を継いで典薬頭を務めた。

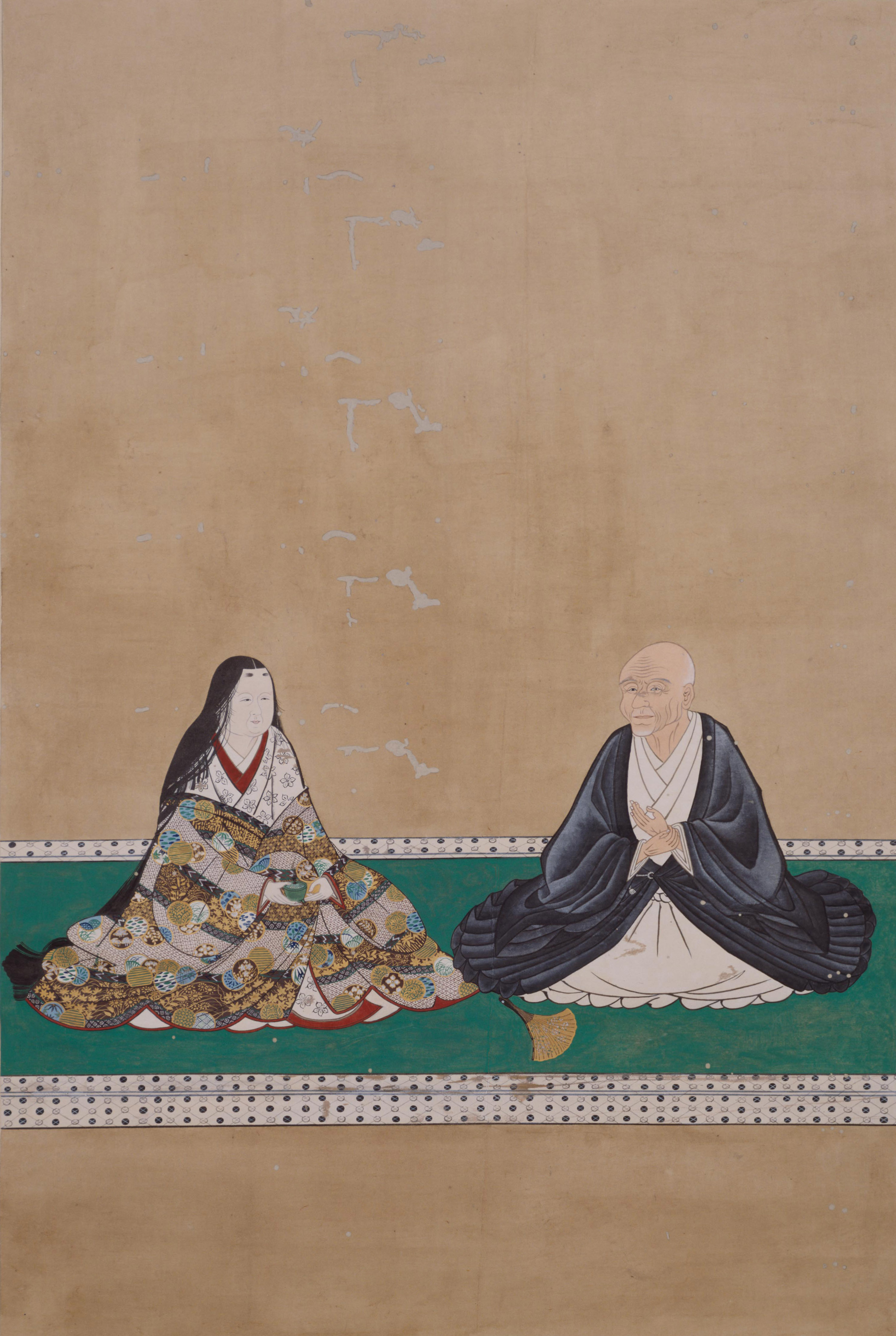
半井利長(瑞寿・成親・驢庵)夫妻画像
大阪府半井好和氏旧蔵

「半井」の家名は、後述の通り初代驢庵（明親）に由緒づける説明が知られているが、和気明茂が宝徳3年（1451年）に従三位に叙せられた際に「半井」の家名が見られる。

### 典薬頭・半井驢庵

#### 初代半井驢庵
利長の子が明親（初代半井驢庵・春蘭軒。? - 1547年）である。明に渡航して時の正徳帝（武宗）の診察にあたり、銅硯1面と驢馬2頭を与えられた。日本への帰国後、驢馬1頭を後柏原天皇に献上。明の官服を着て驢馬に乗って参内することを許されるとともに、「驢庵」の称を与えられた。また、足利義政から「菊花の紋」を与えられており、これが半井家の裏菊紋の由来とされる。
京都の烏丸にあった驢庵の屋敷の井戸の水が清らかであり、これを半分に区切って用いたことが「半井」の家名の由来と説明されている。『寛政重修諸家譜』によれば、半分を禁裏に提供し、半分を自家用に使用したことで、後柏原天皇から「半井」の称号（家名）を与えられたとする。また、半分を製薬に用いたことから称したともされる。

#### 中世から近世へ
初代驢庵（明親）の二男・半井瑞策（光成・2代驢庵。1522年? - 1596年）は、皇后の病を治したことで正親町天皇より『医心方』30巻と「通仙院」の院号を与えられた。通仙院の院号は、剃髪号の驢庵とともに子孫に継承される。
瑞策（2代驢庵）の子の半井成信（3代驢庵。? - 1638年）は、徳川家康や徳川秀忠に薬を調進した。

#### 江戸時代の典薬頭半井家
3代驢庵の孫である半井成近（4代驢庵。? - 1639年）の代の寛永元年（1624年）に江戸に下って、三代将軍徳川家光に旗本として仕えるようになった。旗本としての知行は相模国で1000石。最終的には祖父の知行も合わせ、1500石を知行している。
半井家は一般旗本と同様に若年寄支配であったものの、家格は高く、今大路家と並んで年頭に朝廷に参内し、天脈拝診や屠蘇の献上を行うなど、幕府奥医師を統括する家柄だった。
幕末維新期の当主で、幕府最後の典薬頭は半井広国である。広国は、先代広明の跡を継いで、幕府が滅亡する直前の慶応3年（1867年）12月に従五位下典薬頭兼大膳大夫の武家官位を与えられている。

#### 明治以降
直後の明治維新で広国は朝廷に早期帰順して本領を安堵され朝臣となった。高家や交代寄合と同じく中大夫席を与えられている。明治2年（1869年）12月に中大夫以下の称が廃されるに伴い、士族編入。明治3年11月19日には太政官布告第845号に従って、他の中大夫席と同様に江戸期の官位を返上。
半井家は道鏡を退けて皇統の万世一系を守った皇室の忠臣和気清麻呂の末裔であったことから、明治12年8月8日には押小路実潔が太政大臣三条実美に半井家の華族叙爵を推薦している（実現せず）。広国自身も明治27年に親戚の六郷政鑑子爵、酒井忠勇子爵、その後見人の酒井忠美、京極高厚子爵、また旧臣の大塚寿良と深草琴に連名で華族編列請願書を宮内大臣土方久元に提出してもらっている。その中で、半井家は和気清麻呂の末裔であること、もともとは幕臣ではなく朝臣の家系であったこと、幕臣時代も年頭には京都に参内して天脈拝診や屠蘇の献上を行う典薬頭に代々任じられ、諸侯並みの扱いを受けていたことなどを訴え、華族への昇格を請願した。
読売新聞の明治27年2月13日付け朝刊にもこの件が報道されている。その記事は「光謙天皇(原文ママ。光→孝の誤字。)の朝に事（つか）えて妖僧弓削道鏡を斥け、忠節無二の芳名を千歳の下に伝えたる和気清麻呂朝臣の子孫は歴世朝廷に奉仕したるが、維新の後当代半井広国氏士籍に列せられ、微微として振るわず、今や本所区本所表町六十一番地に移住すれど、親族には子爵六郷政郷、子爵酒井忠勇、子爵朽木綱貞の歴々あり」と書き出し、その後同家の歴史を詳細に紹介するなど紙面を大きく裂いて報道している。
しかし後述の堺の半井家との正嫡問題があったらしく、結局広国は叙爵されずに終わった。
広国の死後、広国の養子である好和も華族編列請願運動をやっていたが、不許可となり、半井家が華族となることはできなかった。

### 堺半井家
半井家は堺でも医師の名門として続いている。和気（半井）利長は晩年は堺に隠棲し、堺半井家では利長を始祖と位置付けている。初代驢庵（明親）や2代驢庵（瑞策）もまた堺で隠棲した。
堺半井家の中興の祖とされる半井宗洙は、牡丹花肖柏の子で、初代驢庵（明親）の娘婿にあたる。宗洙は建仁寺の継天戩和尚（継天寿戩）より「牧羊斎」の号を与えられており、これにちなんで子孫は「牧羊斎」「卜養」の号を襲用した。
一般に半井卜養の名で知られる人物（「慶友」「云也」とも号した）は宗洙の孫で、津田宗及の女（栄薫尼）を娶った。医師としてしばしば幕府に召し出されて御番医師を務める一方、俳人・狂歌人として高名であり、狂歌集として『卜養狂歌集』がある。
この卜養には、長男の半井宗松（卜養）、二男の翠巌宗珉（大徳寺第百九十五世）、三男の半井宗珠（真伯・養竹軒）がおり、宗珠が堺での医業を継いだ。その後は半井羊菴（宗松の二男）、半井瑞菴（羊菴の子）、半井瑞直（瑞菴の養子。牧菴）と受け継がれた。
明治期の当主半井栄吉は和気清麻呂の子孫の由緒を以て華族編列請願運動をやっていたが、前述の半井家との間に正嫡問題があったらしく、結局広国も栄吉も華族に列せられることはなく終わっている。

#### 旗本半井家
『寛政重修諸家譜』には、半井宗洙の子孫で旗本になった家が記されている。それによれば、牡丹花肖柏―半井宗洙（半井明親の娘婿）―慶友（古仙）―卜養奇雲―卜養慶友（宗珠・宗松）と系譜が結ばれ、卜養慶友（宗松）が江戸に召し出されて番医に列し、蔵米200俵を与えられた。慶友（宗松）の長男・瑞之（卜仙・卜養）が跡を継いで奥医師まで昇ったが、元禄4年（1691年）に罪を得て三宅島に流された。
この家は、半井一族から迎えた養子の半井瑞慶が赦免を受け、10人扶持を支給されて小普請入りしている。『寛政譜』編纂時の当主は、瑞慶の子の半井瑞之（卜泉）である。

### このほかの半井家
半井家は多くの分家を分出し、また門弟に半井の名字を分与した。
- 京都では半井家の一族が、薬商として存続した[13]。流れを汲む企業としては、ナカライテスク[46][47]などがある。
- 瑞策の子という半井元成（安立軒、凡泉）は、勅許を得て堺で医師となった[48]。摂津国住吉郡安立町（現在の大阪市住之江区安立）は安立軒が作った町であると伝える[49]。元成の子の半井元貞は大坂上町に転居した[49]。その4代孫にあたる半井玄賢は伊予今治藩主松平定基に仕え、子孫は同藩の藩医を継いだ[49]。今治藩医半井家からは江戸時代後期から明治期に国学者としても活動した半井梧庵が出ている[50][51]。
- 福井藩医に半井家がある[52][53]。半井驢庵の弟子・岡本受慶（半井為竹）が、当時越後高田藩主であった松平忠昌に1000石で召し抱えられたのが始まりである[49]。福井藩医半井家からは幕末・明治期にかけて活動した半井仲庵・半井澄親子が出ており、澄の子・半井朴は京都で医業にあたった[54]。
- 対馬藩医に半井家がある。明治期の作家・半井桃水はこの家の出身である[55]。
- 久留米藩医に半井家がある。半井瑞春（常貞）が有馬家の典医になったのがはじまりと伝える[56]。
- 江戸時代後期に相馬中村藩に仕えた藩医半井宗玄（和気貞陶）は、半井家の医術を学んで半井の家名を名乗った人物である。天保の飢饉に際しては救荒書『忘飢草』を著し、藩主相馬益胤の施策もあいまって藩内から餓死者を出さなかったという。嘉永5年（1852年）には種痘を行った[57]。

## 医心方（半井家本）
典薬頭半井家に伝わった『医心方（半井家本）』は、国宝に指定されている。
『医心方』は平安時代初期に丹波康頼が編纂し、永観2年（984年）に朝廷に献上された日本最古の医書である。半井家本は平安時代後期に作成された、現存最古のまとまった『医心方』の写本である。日本の医学史上のみならず、平安時代の日本語研究や歴史研究の上でも貴重な文化遺産と評価されている。この写本は宮中に秘蔵されていたが、正親町天皇から典薬頭半井瑞策に与えられた。下賜が行われた正確な年代や理由は不明である。以後、典薬頭半井家では門外不出の家宝としてきた。
江戸時代中期、幕府奥医師の多紀元徳は『医心方』の探索を行い、完本を所蔵しているという情報のある半井家に幕命を下して提出させ、写本を作成しようとした。半井成美は天明8年（1788年）の京都の大火で焼失したと主張して幕命を拒絶したが、寛政2年（1790年）に『医心方』をめぐって返答があいまいなうえ、「焼失の届け出がなされなかった」として咎められ、出仕停止・閉門処分を受けた。以後も多紀家は半井家の『医心方』を入手して写すべく様々に画策した。半井清雅の実父・北条氏昉（狭山藩主）の脚気治療に多紀元簡があたった際、氏昉を言いくるめて半井家から1冊を借り出すことに成功したが、9枚を鈔写したところで氏昉が死去したために半井家に回収されてしまったというエピソードもある。
嘉永7年/安政元年（1854年）、半井広明は江戸に出府し、多紀元堅率いる医学館に『医心方』を提出した。医学館で写本（影写）が製作され（この写本は宮内庁書陵部に伝存している）、安政7年/万延元年（1860年）に校刻本が発刊された（「安政版」とも呼ばれる）。原本は半井家に返却された。
原本は引き続き半井家が所蔵していたが、1982年に文化庁の所轄となり、1984年に国宝に指定された。